# 罗伯托·迪唐纳
罗伯托·迪唐纳（義大利語：Roberto Di Donna，1968年9月8日—），意大利男子射击运动员。他曾代表意大利参加1988年、1992年、1996年和2000年夏季奥林匹克运动会射击比赛，共获得一枚金牌和一枚铜牌。